# یوهان گوستاو درویزن
 یوهان گوستاو درویزن (آلمانی: Johann Gustav Droysen؛ ۶ ژوئیهٔ ۱۸۰۸ – ۱۹ ژوئن ۱۸۸۴) یک مورخ، و سیاست‌مدار اهل آلمان بود.